# فرودگاه خط مقدم

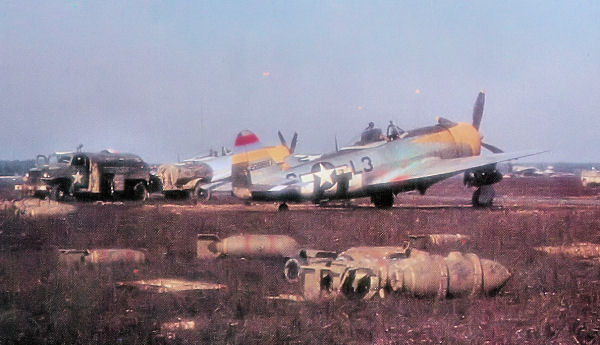
فرودگاه خط مقدم در زمان جنگ جهانی دوم بلژیک

فرودگاه خط مقدم واژه‌ای نظامی برای فرودگاه نسبتاً بدوی است که برای سوخت‌گیری و مسلح‌سازی دوباره واحدهای هوایی به عنوان بخشی از عملیات پیشروی در نزدیکی دشمن استفاده می‌شود. به این فرودگاه‌ها به خاطر موقعیت پیشرو آنها، فرودگاه پیشرو (با «پیشِرو» اشتباه نشود) نیز گفته می‌شود. در این فرودگاه‌ها امکانات پیشرفته زیادی وجود ندارد و در آنها امکانات تعمیر و نگهداری هواپیما و رفاهی زیادی دیده نمی‌شود و نگهبانی و مراقبت امنیتی قابل توجهی نیز ندارند. ممکن است فرودگاه پیشرفته از سوی دشمن دیده شده و به آن حمله شود. ممکن است این فرودگاه‌ها به صورت پرتابل (قابل جابجایی) ساخته شوند.
استفاده از چنین فرودگاه‌ها برتری‌ها زیادی دارد. در هنگام حمله هوایی هواپیماها می‌توانند به عمق بیشتری در خاک دشمن نفوذ کنند. با توجه به نزدیکی این فرودگاه‌ها به خط مقدم، می‌توان حملات هوایی غافلگیر انجام داد. در صورت نیاز به پشتیبانی از نیروهای زمینی یا دریایی، هواپیماها می‌توانند به سرعت وارد عمل شوند. در صورت آسیب‌دیدن یک هواپیما (تجاری یا نظامی)، می‌تواند به آسانی در این فرودگاه فرود بیاید. افراد زخمی به راحتی می‌توانند از فرودگاه خط مقدم به بیمارستان‌های مجهز در پشت جبهه منتقل شوند. هواپیماهای برد کوتاه مانند هواپیمای جنگنده می‌توانند خارج از مأموریت حرفه‌ای خود، هواپیماهای برد بلند مانند بمب‌افکن را اسکورت کنند.